# I Choose
„I Choose“ je punk rocková píseň skupiny The Offspring. Je to osmá skladba z jejich čtvrtého studiového alba Ixnay on the Hombre (1997), vyšla jako jeho čtvrtý a poslední singl.
Singl se ve srovnání s předchozími singly z alba těšil menšímu komerčnímu úspěchu a byl vynechán z alba Greatest Hits (2005). Nicméně se řadí mezi nejlepší desítku skladeb skupiny The Offspring.

## Literární odkazy
Píseň ve své druhé sloce obsahuje literární odkaz na povídku J. D. Salingera „A Perfect Day for Bananafish“. V této povídce vypráví hlavní hrdina, který má sebevražedné deprese, malé holčičce na floridské pláži příběh o fiktivním druhu ryby, která se schovává ve své noře a pojídá banány, dokud v ní navždy neuvízne a nezemře na banánovou horečku. V původním díle je bananafish tragickým stvořením, ale píseň se na tuto tragédii dívá a nebere smrt vážně, což přímo odporuje originálnímu záměru povídky.

## Seznam skladeb
1. „I Choose“ - 3:54
2. „All I Want“ (live) - 2:02
3. „Mota“ - 2:55

## Hudební video
Videoklip k písni režíroval zpěvák a autor písní skupiny Dexter Holland. Klip se odehrává na letišti, kde členové kapely vystupují z taxíku, skateboardista mezitím projíždí mezi tančícím davem lidí. Při kontrole jeho zavazadla rentgen zachytí tikající hodiny. V domnění, že se jedná o bombu, ho bezpečnostní pracovník pronásleduje, jen aby otevřel jeho tašku a našel náhrdelník s hodinami ve stylu Flavor Flava. Tyto záběry jsou proloženy záběry kapely (například kytarista Kevin Wasserman hraje sólo na dopravním pásu). Nakonec vystoupí na úplně jiném místě, kde silný vítr fouká do jejich vybavení odpadky.
Kapela ho považuje za jeden ze svých nejlepších videoklipů.

### DVD
Videoklip se objevil na DVD Complete Music Video Collection, vydaném v roce 2005.